# L'intervallo
Pour plus de détails, voir Fiche technique et Distribution.
L'intervallo est un film italo-suisse réalisé par Leonardo Di Costanzo et sorti en 2012.

## Synopsis
Naples. Un garçon timide, Salvatore, est arraché de force à son travail par des chefs de la Camorra qui le chargent de surveiller une jeune fille rebelle, Veronica. Les adolescents se retrouvent dans un immense asile psychiatrique désaffecté. Au fil de la journée, ils tissent des liens de complicité dans l'attente d'un sort, sans doute, peu enviable...

## Fiche technique
- Titre du film : L'intervallo
- Réalisation : Leonardo Di Costanzo
- Scénario : Maurizio Braucci, Mariangela Barbanenta, Leonardo Di Costanzo
- Photographie : Luca Bigazzi - Couleur
- Décors : Luca Servino
- Costumes : Kay Devanthey
- Son : Christophe Giovannoni, Riccardo Studer, Daniela Bassani
- Montage : Carlotta Cristiani
- Production : Carlo Cresto-Dina, Tiziana Soudani pour Tempesta et Amka Films Productions, Rai Cinema, RSI Radiotelevisione Svizzera
- Pays d'origine :  Italie/ Suisse
- Langue originale : napolitain
- Durée : 90 minutes
- Dates de sortie : septembre 2012 à la 69e Mostra de Venise ; 1er mai 2013 en France

## Distribution
- Francesca Riso : Veronica
- Alessio Gallo : Salvatore
- Salvatore Ruocco : Mimmo
- Carmine Paternoster : Bernardino
- Antonio Buil : le père de Salvatore
- Jean Yves Morard : le Slave

## Commentaire
Leonardo Di Costanzo, documentariste au long cours, épaulé par un des meilleurs chefs opérateurs italiens, Luca Bigazzi signe, avec L'intervallo, sa première fiction.
Mais, ce qui « ne change pas ici, c'est le lien indéfectible du cinéaste avec la ville de Naples, entre chant d'amour et de haine. » « Naples entre parenthèses », titre toutefois Jean A. Gili, pour Positif.
En effet, le film de Di Costanzo se déroule, pour l'essentiel, dans les vastes locaux désaffectés de l'asile psychiatrique de Capodichino et ses jardins contigus qui serviront de théâtre à une cohabitation imposée entre deux adolescents aux tempéraments opposés. « Deux jeunes qui, comme le note le cinéaste, marchent le long d'une ligne rouge comme celle qui sépare la page de la marge dans les cahiers d'écolier. En fonction des personnes rencontrées ou des hasards de la vie, ils peuvent tomber d'un côté ou de l'autre de la feuille. C'est ce parcours dangereux et incertain que j'ai essayé de raconter. »
Notons, au script, la collaboration de Maurizio Braucci, un des coscénaristes du classique Gomorra de Matteo Garrone et « l'on respire, ici, en version lyrique le même effroi criminel. »
L'intervallo est donc un film sur la mafia napolitaine, « basé très intelligemment sur un hors-champ qui laisse entendre et sentir les pulsations violentes de la ville. Di Costanzo se tient au plus loin de l'entomologiste surplombant et panoptique qu'est Matteo Garrone dans Gomorra. La Camorra refait son apparition in fine, assujettissant à nouveau ces deux êtres qui ont vécu, le temps d'une journée, une sorte de digression magique et enchanteresse », mêlée toutefois d'angoissante attente d'un verdict. « Avec un mélange de tendresse et de cruauté, Di Costanzo nous montre deux individus pris au piège et confrontés à un mal qui les dépasse, dont on ne saura jamais s'ils vont succomber ou en réchapper... » C'est aussi la force du film d'exposer l'implication sans failles de l'économie mafieuse dans la vie des habitants et l'influence qu'elle exerce dans leur comportement mental et psychologique. « Les deux jeunes s'amusent à construire un monde tel qu'ils voudraient qu'il soit. Il y a cette histoire, très répandue à Naples, du Vésuve comme deus ex machina. Les Napolitains espèrent un tremblement de terre pour nettoyer la ville de tous leurs problèmes. [...] Cette croyance dit l'incapacité des Napolitains à déterminer leur propre destin, leur manque de confiance dans l'action des hommes en général. Non seulement la Camorra est acceptée comme une fatalité mais tous les épisodes de la vie napolitaine sont vécus sans espoir que le collectif puisse faire évoluer le cours des choses. [...] On dit que Naples rassemble ainsi tous les défauts et, heureusement, toutes les qualités de l'Italie. C'est pour ça que je continue à filmer cette ville », déclare Leonardo Di Costanzo.
« [...] L'écart terrible qui permet ou empêche les choix font de cette tragédie authentique et poignante une réponse franche aux fatalismes contemporains », conclut Florent Guézengar qui écrit plus haut : « Comme dans le meilleur jeune cinéma italien récent (Le quattro volte, L'Été de Giacomo), l'alliance du documentaire et d'une certaine théâtralité débouche dans cette première fiction sur une œuvre rigoureuse et singulière. »

## L'utilisation du napolitain dansL'intervallo
Comme, par exemple, Vincenzo Marra, notamment dans Vento di terra, Leonardo Di Costanzo, par souci d'authenticité, a eu recours à des comédiens issus de Naples et parlant la langue de cette ville. « Ce sont les deux jeunes, Francesca Riso et Alessio Gallo qui ont assuré eux-mêmes la traduction de l'italien au napolitain. Le film est sous-titré en italien partout en Italie, même à Naples ! C'était très important pour moi cette appropriation de la parole par les acteurs de façon qu'il y ait une vraie adhésion entre la parole et le geste », indique le réalisateur.